# روي واتسون
روي واتسون (بالإنجليزية: Roy Watson)‏ هو ممثل أمريكي، ولد في 6 أغسطس 1876 بريتشموند في الولايات المتحدة، وتوفي في 7 يونيو 1937 بهوليوود في الولايات المتحدة.

## وصلات خارجية
- روي واتسون على موقع IMDb (الإنجليزية)
- روي واتسون على موقع أول موفي (الإنجليزية)
- روي واتسون على موقع قاعدة بيانات الفيلم (الإنجليزية)